# Уотлинг, Сиара
Сиа́ра Уо́тлинг (англ. Ciara Watling; в девичестве — Ше́рвуд (англ. Sherwood); род. 18 августа 1992, Сидкап, Лондон, Англия) — североирландская футболистка, полузащитник английского клуба «Саутгемптон» и сборной Северной Ирландии.

## Клубная карьера
Уроженка Сидкапа (местность Лондона), начала играть в футбол в возрасте 14 лет в «Суонском Тайгерс». В возрасте 15 лет стала тренироваться в академии «Чарльтон Атлетик», где её тренером был Джеймс Блэкуэлл. С 2010 по 2012 гг. играла за первую команду «Чарльтон Атлетик» под руководством тренера Пола Мортимера. В 2012 году была отдана в аренду «Миллуолл Лайонессис», а затем перешла туда на постоянной основе. В мае 2014 года дебютировала за первую команду «Миллуолла» в матче Кубка лиги против «Лондос Биз», выйдя на замену. 6 июля 2014 года впервые вышла за «Миллуолл» в стартовом составе в выездном матче Кубка лиги против «Уотфорда» (2:1). За четыре сезона (2012—2016) в составе «Миллуолл Лайонессис» провела 49 матчей в лиге, в которых забила 3 гола.
3 июля 2016 года в во время летнего трансферного окна перешла в «Кристал Пэлас». В январе 2020 года расторгла контракт с клубом. В составе «Пэлас» сыграла 37 матчей и забила 8 мячей.
16 января 2020 года вернулась в «Чарльтон Атлетик», подписав с клубом контракт. 29 января 2020 дебютировала за «Чарльтон» в домашнем матче Женского чемпионшипа против «Блэкберн Роверс» (1:2). По итогам сезона 2019/20 «Атлетик» занял последнее место в турнирной таблице.
2 августа 2021 года заключила контракт с английским клубом «Саутгемптон», выступающем в женской Национальной лиге, третьем дивизионе в системе женских футбольных лиг Англии. 15 августа дебютировала в «Саутгемптоне», выйдя в стартовом составе в матче женской Национальной лиги против «МК Донс». 22 августа в матче против «Плимут Аргайл» забила свой первый гол за «Саутгемптон». 5 сентября забила хет-трик в матче женской Национальной лиги против «Хаунслоу».

## Карьера в сборной
В октября 2015 года получила вызов в сборную Северной Ирландии главным тренером Альфи Уили для участия в матчах отборочного турнира к чемпионату Европы 2017 года. 24 октября 2015 года дебютировала в сборной Северной Ирландии в выездном матче отборочного турнира чемпионата Европы 2017 против сборной Грузии (3:0), выйдя на 80-й минуте на замену вместо Лоры Рафферти.

## Личная жизнь
Замужем за Харри Уотлингом, английским футбольным тренером американского клуба чемпионшипа ЮСЛ «Хартфорд Атлетикс» (назначен с 13 января 2021), работавшего ранее в академии «Вест Хэм Юнайтед» в английской Премьер-Лиге.